# Fidan Doğan
Fidan Doğan, coneguda pel nom de guerra de «Rojbin», (Elbistan, 17 de gener de 1982 - París, 9 de gener de 2013) fou una advocada i activista política kurda, membre del Partit dels Treballadors del Kurdistan (PKK). Treballà al Centre d'Informació del Kurdistan de París i també representà al Congrés Nacional Kurd a França. Morí assassinada de trets de pistola el 9 de gener de 2013 a París, amb dues altres activistes kurdes més, Sakîne Cansiz i Leyla Şaylemez.

## Orígens
Doğan nasqué el 17 de gener de 1982 a la ciutat d'Elbistan (també anomenada Maraix), localitat situada a l'oest del Kurdistan sota dominació turca, en el bressol d'una família alevi. Juntament amb ella, emigrà de ben jove a Lió i posteriorment a Estrasburg, on començà a militar en associacions kurdes i completà la seva educació universitària.

## Mort
Entre les 18h i les 19h del 9 de gener de 2013 fou assassinada a la capital francesa, juntament amb Sakîne Cansiz i Leyla Şaylemez. Fou víctima d'un tret al cap d'una arma silenciosa al Centre d'Informació del Kurdistan, prop de l'estació de París Nord (Gare du Nord). Després de l'assassinat, la policia francesa procedí a la detenció i posterior processament d'Ömer Güney, també membre del PKK, principal sospitós del triple assassinat. Un oficial de policia francesa digué que els assassinats podien ser una revenja interior. Després de la detenció d'Ömer Güney, el president del Consell Executiu del PKK, Murat Karayılan, manifestà que darrere l'assassinat s'hi trobava l'OTAN, Turquia i la Xarxa Ergenekon. Ömer Güney morí el desembre de 2016 a la presó per una malaltia al cervell, sense que el cas hagués començat en cap tribunal.
Els assassinats ocorregueren durant una època de negociacions entre el govern turc i dirigents del PKK, com ara Öcalan. Activistes del PKK de París consideraren els fets com un intent de les «forces fosques» de l'interior del govern turc per a fer descarrilar aquestes negociacions. El PKK culpà directament el govern de Turquia dels assassinats. Els oficials turcs assenyalaren com a causa els freqüents conflictes interns del PKK, amb el diari turc Hürriyet plantejant la disputa entre Sakîne Cansiz i Bahoz Erdal, el presumpte comandant de l'ala militar del PKK. El ministre d'interior francès Manuel Valls anuncià que les tres dones foren totes assassinades seguint el mètode d'execució.
Dos dies després de l'assassinat, la policia francesa procedí a la detenció i posterior processament d'Ömer Güney, també membre del PKK, principal sospitós del triple assassinat. Un oficial de policia francesa digué que els assassinats podien ser una revenja interior. El fiscal François Molins conclogué que les càmeres de vigilància mostraren que Ömer Güney era a dins del Centre d'Informació del Kurdistan en el moment de l'assassinat. Després de la detenció d'Ömer Güney, el president del Consell Executiu del PKK, Murat Karayılan, manifestà que darrere l'assassinat s'hi trobava l'OTAN, Turquia i la Xarxa Ergenekon. Ömer Güney morí el 17 de desembre de 2016 a l'Hospital de la Pitié-Salpêtrière de París per un tumor cerebral, sense que el cas hagués començat a ser jutjat en cap tribunal.

## Funeral
El seu cos, juntament amb el de les altres dues militants assassinades, fou traslladat de París a Istanbul el 16 de gener de 2013 i transferit posteriorment a Diyarbakır. El 17 de gener de 2013 s'organitzà en aquesta ciutat kurda la cerimònia de funeral a les tres víctimes, acte al que assistiren desenes de milers de kurds. Cadascuna fou enterrada al seu poble natal: Cansiz a Tunceli, Doğan a Maraix, i Şaylemez a Mersin.
El seu funeral fou dirigit per un dede alevi al poble de la seva família, Elbistan, situat a la província de Kahramanmaraş del Kurdistan sota domini turc.

### Reaccions
Tant Turquia com França condemnaren els assassinats de les tres dones. El Primer ministre turc Recep Tayyip Erdoğan suggerí que els assassinats varen ser per dues raons possibles: 1) fer descarrilar les negociacions actuals o 2) portar a terme una execució interna dins del PKK. El vice-primer ministre i portaveu del govern Bülent Arınç condemnà l'atac i expressà el seu condol.
Els tributs després de la seva mort revelaren que era ben reconeguda en cercles polítics, així com propera a Abdullah Öcalan, líder del Partit dels Treballadors del Kurdistan (PKK). El president del Parlament Europeu, Martin Schulz, proposà rebre a la seva família per a donar el condol en persona. La relatora per Turquia de l'Assemblea Parlamentària del Consell d'Europa, Josette Durrieu, també rendí un gran homenatge a Doğan.
La declaració del president de França, François Hollande, de que coneixia una de les tres dones assassinades (fet que provocà una forta reacció del primer ministre turc Recep Tayyip Erdoğan), suscità especulacions de que Doğan també estigués en contacte regular amb el mandatari francès.